# ドライヴィング・レイン (曲)
ドライヴィング・レイン（原題：Driving Rain）は、2001年にポール・マッカートニーが発表した楽曲。同名アルバムの表題曲。

## 概要
2001年6月14日にロサンゼルスで開催されたコンサート『Adopt-A-Minefield Benefit 』で、アルバムの発売に先駆けて初披露された。
また、この曲にはリミックスバージョンが存在しているが、関係者に配布されたのみで、どの公式アルバムにも収録されていない。
当時の妻であるヘザー・ミルズと土砂降りの雨の中をドライブしたという経験に基づいて作られた曲。マッカートニーは2001年11月のインタビューで「ロサンゼルスで書いたんだ。2月に雨がたくさん降ったから、休日に僕が借りた小さなコルベットでドライブに出かけ、パシフィックコーストハイウェイを走り、マリブまで行って少し昼食を取ったんだよ。夕方、いい天気で気分が良かったから、ピアノの前に座ってその日のことを思い出しながら書き始めたんだ」と語っている。
因みに冒頭に「Something's open it's my heart」(何かが開かれる それは僕の心)という歌詞があるが、これはロサンゼルスでマッカートニーが借りていた家の警報装置が元になっており、同インタビューで「壁に小さな電気とLEDのボックスがあって、いつも「Something's Open」と表示されていたんだ。これって何の役に立つんだろう？窓もドアも全部閉めても、このアラームはいつも「Something's Open」と表示されるんだ。あまり安心できなかったけど、結局、もういいやと思って、その言葉を歌にしたんだ」と語っている。

## ライブ・パフォーマンス
2002年に開催されたライブ『Driving World Tour』、2003年に開催された『Back In The World Tour』では両方でセットリスト入りし、ライブアルバム「バック・イン・ザ・U.S. -ライブ2002」及び「バック・イン・ザ・ワールド」に収録された。因みにライブで披露されたバージョンはアルバム収録バージョンと比較し、イントロやラストの展開、テンポ等のアレンジが異なっている。

## クレジット
- ポール・マッカートニー - リード・ボーカル、ベース、アコースティック・ギター
- ラスティ·アンダーソン - 12弦ギター、エレクトリック・ギター
- ゲイヴ・ディクソン  - エレクトリック・ピアノ
- エイブラハム・ラボリエルJr.  - ドラムス
- デヴィッド・カーン  - シンセサイザー